# 불효자
《불효자》는 한국에서 제작된 이만희 감독의 1961년 영화이다. 최무룡 등이 주연으로 출연하였고 원선 등이 제작에 참여하였다.

## 출연

### 주연
- 최무룡
- 조미령
- 김승호
- 전영선

## 기타
- 조명: 장기종
- 미술: 갈이준